# Tomás Notario Vacas
Tomás Notario Vacas (Córdoba, Argentina, 22 d'agost de 1926) és un polític gallec de tendència conservadora.

## Trajectòria
És doctor enginyer de Camins, Canals i Ports. Va ocupar diferents càrrecs a l'Administració de l'Estat espanyol entre els anys 1957 i 1991. Va dirigir diverses obres hidràuliques i de carreteres de Galícia i d'Espanya, com el pont sobre el riu Miño que creua la carretera de Santiago al seu pas per la ciutat de Lugo.
Va ser alcalde de Lugo de febrer de 1976 a octubre de 1977 i va ocupar el càrrec de procurador en Corts en representació de la província de Lugo entre març de 1976 i juny de 1977. En les eleccions municipals de 1991 va encapçalar la candidatura del Partit Popular de Galícia i va ser escollit novament alcalde de Lugo, càrrec que va ocupar entre 1991 i 1995.